# Vertrag von Versailles (1756)

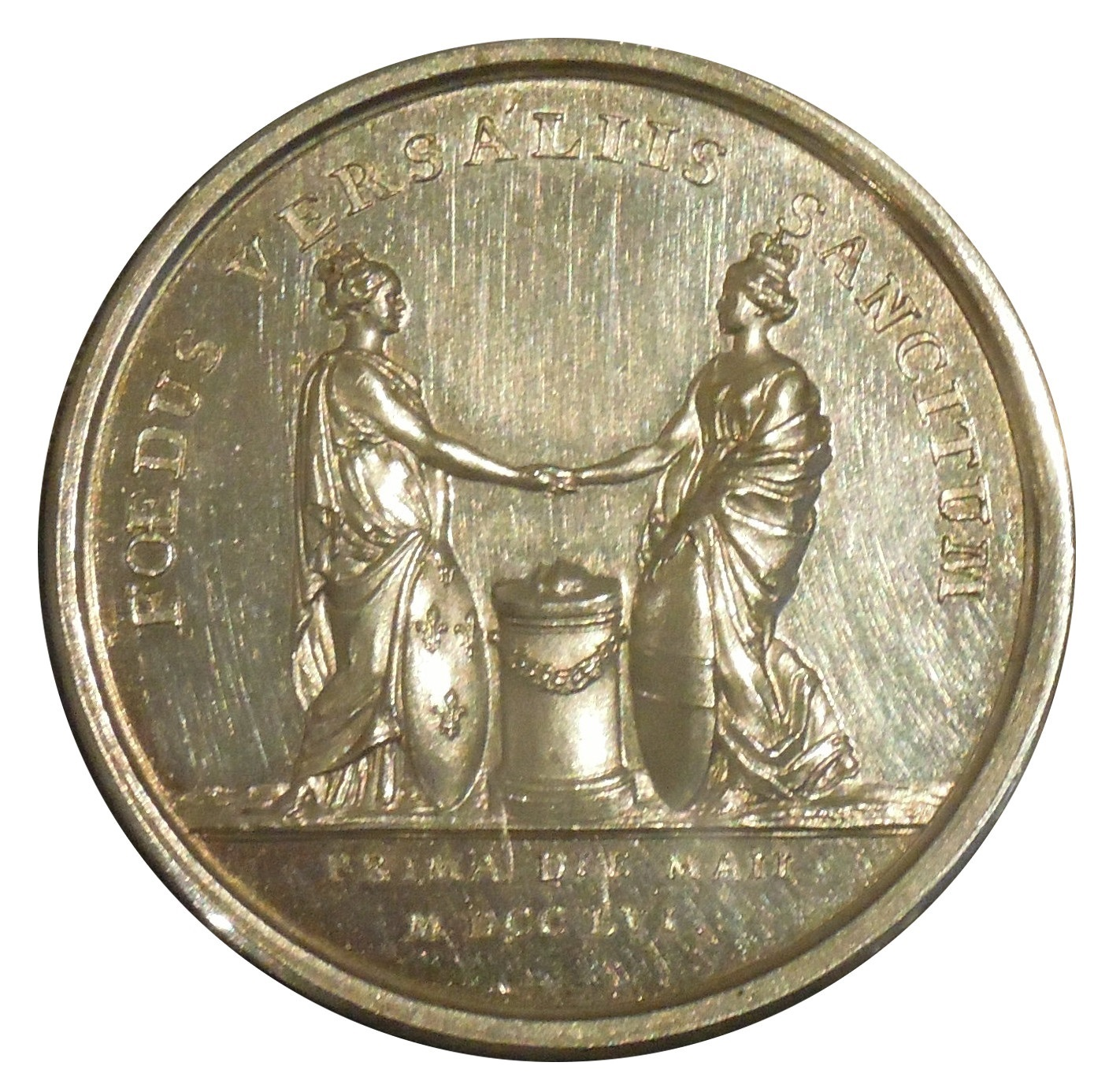
Französische Silbermedaille auf den Vertrag von Versailles 1756. Vorderseite: Allegorien Frankreichs und Österreichs. Text: „FOEDUS VERSALIIS SANCITUM / PRIMA DIE MAII MDCCLVI“ (Ein Bündnis, in Versailles geschlossen / am ersten Tag des Mais 1756)

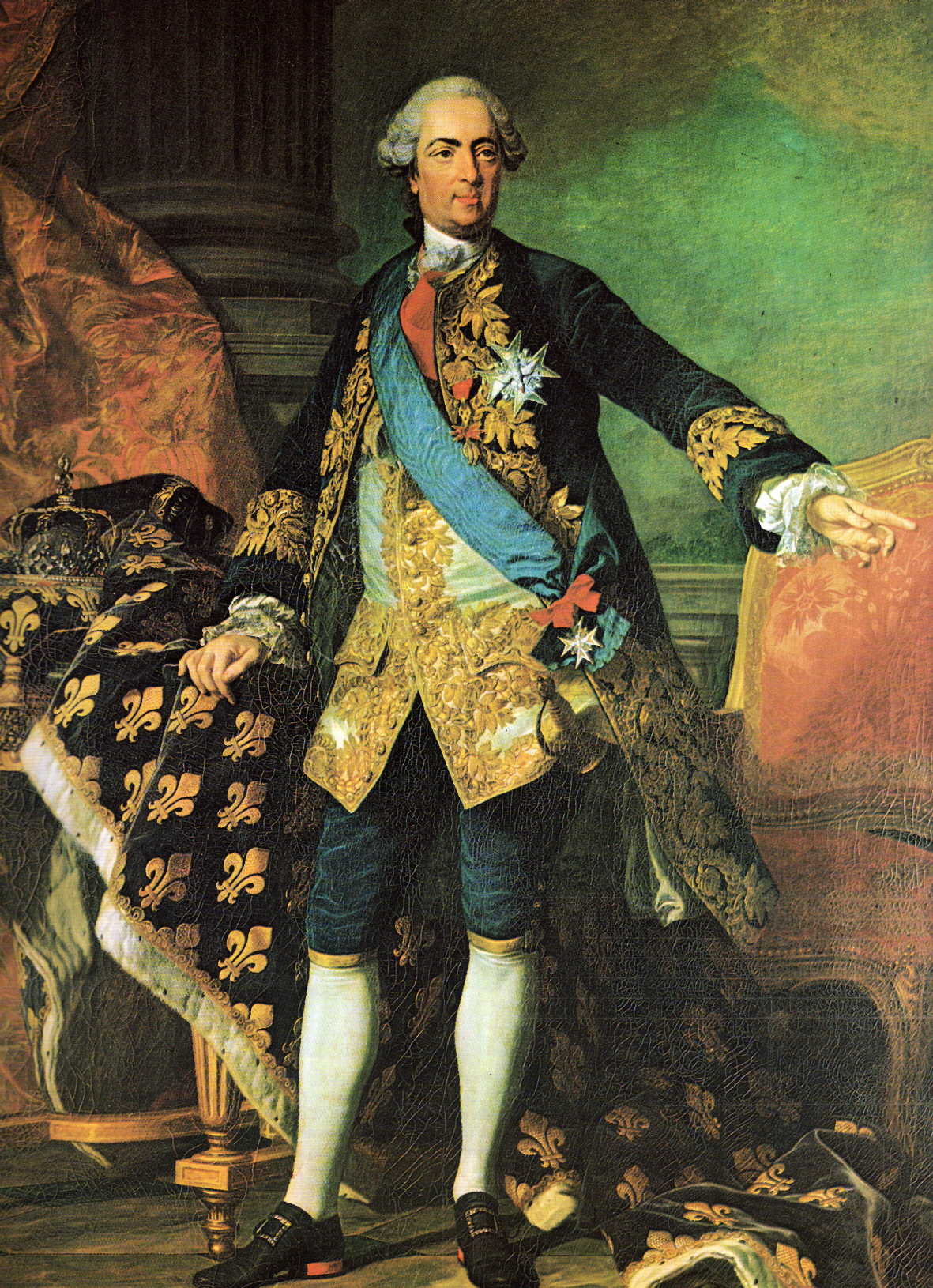
König Ludwig XV. von Frankreich. Titulatur im Vertragstext: „S. M. Très-Chrétienne“ (Seine Majestät, der allerchristlichste König)

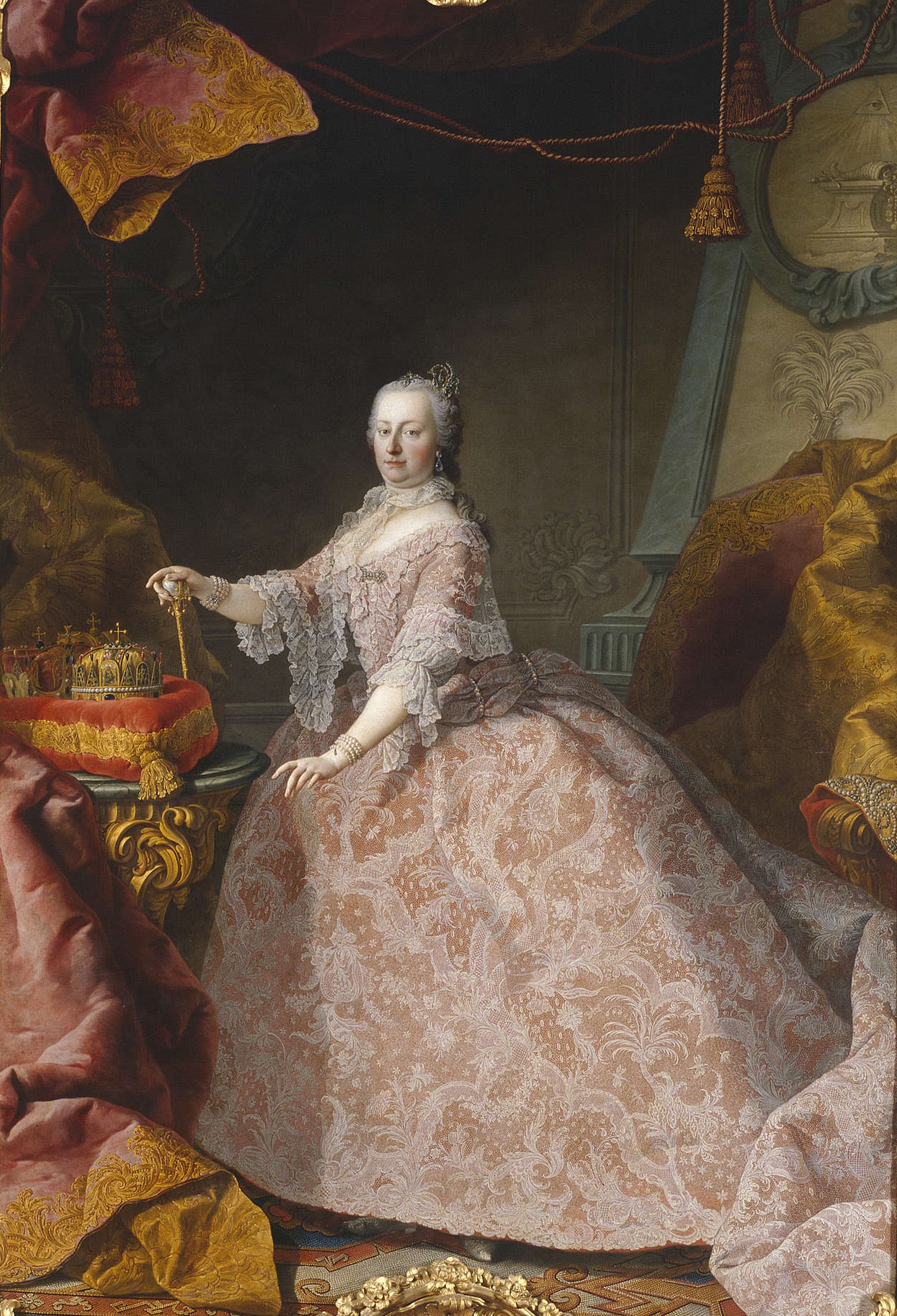
Kaiserin-Königin Maria Theresia von Österreich. Titulatur im Vertragstext: „S. M. l’Impératrice Reine d’Hongrie & de Bohème“ (Ihre Majestät die Kaiserin, Königin von Ungarn und Böhmen)

Der (erste) Vertrag von Versailles (seltener auch Vertrag von Jouy-en-Josas) wurde am 1. Mai 1756 als Neutralitätskonvention und Defensivbündnis zwischen Frankreich und Österreich geschlossen. Er wurde in der Nähe von Versailles, im Schloss Jouy-en-Josas, von den Diplomaten Georg Adam Graf von Starhemberg (1724–1807), François-Joachim de Pierre, Abbé de Bernis (1715–1794) und dem französischen Außenminister Antoine Louis Rouillé, Comte de Jouy (1689–1761) unterzeichnet. Der Abschluss des Vertrages führte zur Auflösung der seit den späten 1680er Jahren das politische Kräftespiel in Europa bestimmenden Allianzen und bewirkte somit einen der entscheidenden mächtepolitischen Systemwechsel der Frühen Neuzeit. Er blieb bis zur Kriegserklärung des revolutionären Frankreichs an Kaiser Franz II. am 20. April 1792 in Kraft.

## Ausgangslage und Verhandlungen
Der Vertragsschluss war ein Teil der Umkehrung der Allianzen und beendete endgültig den seit 1516 bestehenden habsburgisch-französischen Gegensatz. Der erste Vertrag von Versailles stellte die französisch-österreichische Reaktion auf die im Januar 1756 zwischen ihren jeweiligen Bündnispartnern Preußen und Großbritannien geschlossene Konvention von Westminster dar. Grundlage waren somit zwei längerfristige historische Prozesse, der Zweite Hundertjährige Krieg (1689–1815) und der preußisch-österreichische Dualismus (1740–1866). Im Hinblick auf den schwelenden Konflikt um das an Preußen gefallene Schlesien und die Gefahr eines zukünftigen Krieges zwischen beiden Staaten bemühte sich der Habsburgerhof in Wien um Frankreich als mächtigen Verbündeten und nahm Geheimverhandlungen auf.
Den unmittelbaren Beginn der Verhandlungen leitete am 30. August 1755 die Ankunft einer Instruktion aus Wien von Staatskanzler Wenzel Anton Graf von Kaunitz (1711–1794) für den österreichischen Gesandten Starhemberg ein. Noch am selben Tag überreichte der Gesandte Madame de Pompadour einen an den König adressierten Brief Maria Theresias und ein an die Mätresse selbst adressiertes Begleitschreiben von Kaunitz. Die habsburgische Diplomatie ging mit Bedacht unter strenger Geheimhaltung vor: In dem Begleitschreiben teilte Kaunitz lediglich mit, dass Starhemberg dem König Dinge von größter Wichtigkeit mitzuteilen habe. Das Schreiben wurde von Madame de Pompadour gemäß der Absicht der Österreicher an den Adressaten weitergeleitet. Ludwig XV. bestimmte in der Folge Abbé de Bernis zu seinem Unterhändler.
Am 3. September 1755 fand auf dem Gelände des Château de Bellevue zwischen Starhemberg und Bernis das erste geheime Treffen statt. Der österreichische Gesandte verlas ein Schreiben der Kaiserin, das den Bündnisvorschlag enthielt. Das Angebot wurde an Ludwig XV. weitergeleitet, worauf die Verhandlungen zögerlich in Gang kamen. Bis Ende des Jahres beschränkte sich der Kreis der Mitwisser in Wien auf Maria Theresia, ihren Gemahl und Kaunitz, in Versailles auf den König, Madame de Pompadour und Abbé de Bernis. Die folgenden Zusammenkünfte der Unterhändler hatten weiterhin einen konspirativen Charakter und fanden deshalb außerhalb von Versailles statt. Im November 1755 lag ein Entwurf des Vertrages vor, der einem aus vier Ministern bestehenden geheimen Ratsgremium vorgelegt wurde. Die Mitglieder standen sämtlich Madame de Pompadour nahe und waren gegenüber einer Allianz mit Österreich tendenziell aufgeschlossen. Nach der Ausarbeitung des endgültigen Vertragstextes wurden im Frühjahr die übrigen Minister ins Vertrauen gezogen. Die französische Empörung über die Konvention von Westminster vom 16. Januar 1756 beschleunigte das Zustandekommen des Vertrages deutlich. Starhemberg und Bernis trafen sich nun fast täglich zu Beratungen in Paris.

## Inhalt

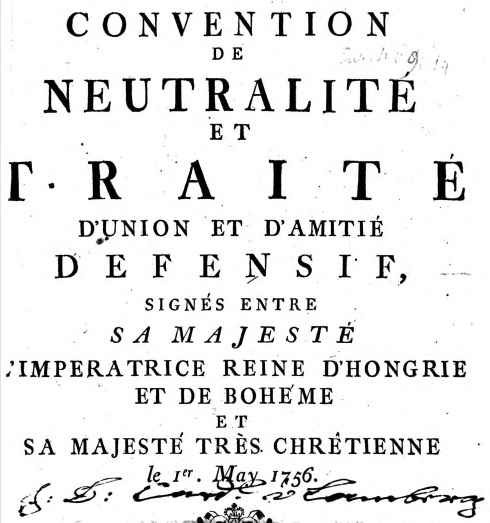
Titelblatt eines zeitgenössischen Drucks des Vertragstextes, Wien 1756

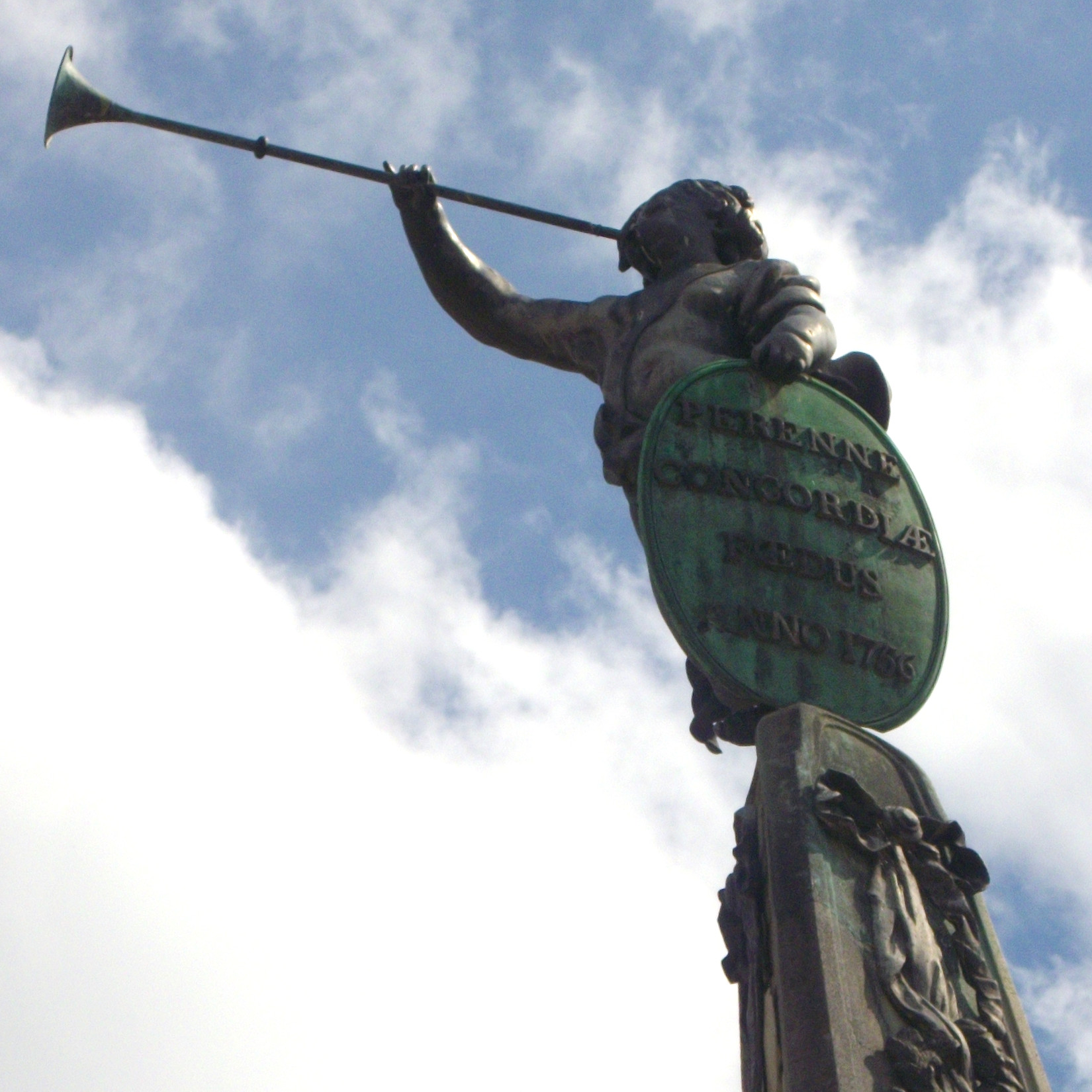
Detailansicht des Allianzbrunnens in Nancy mit der Inschrift: „Perenne Concordiæ Fœdus Anno 1756“ (ewiger Vertrag der Eintracht (im) Jahr 1756). Der Brunnen wurde vom Schwiegervater des französischen Königs, Stanislaus I. Leszczyński, anlässlich des Vertragsschlusses in Auftrag gegeben

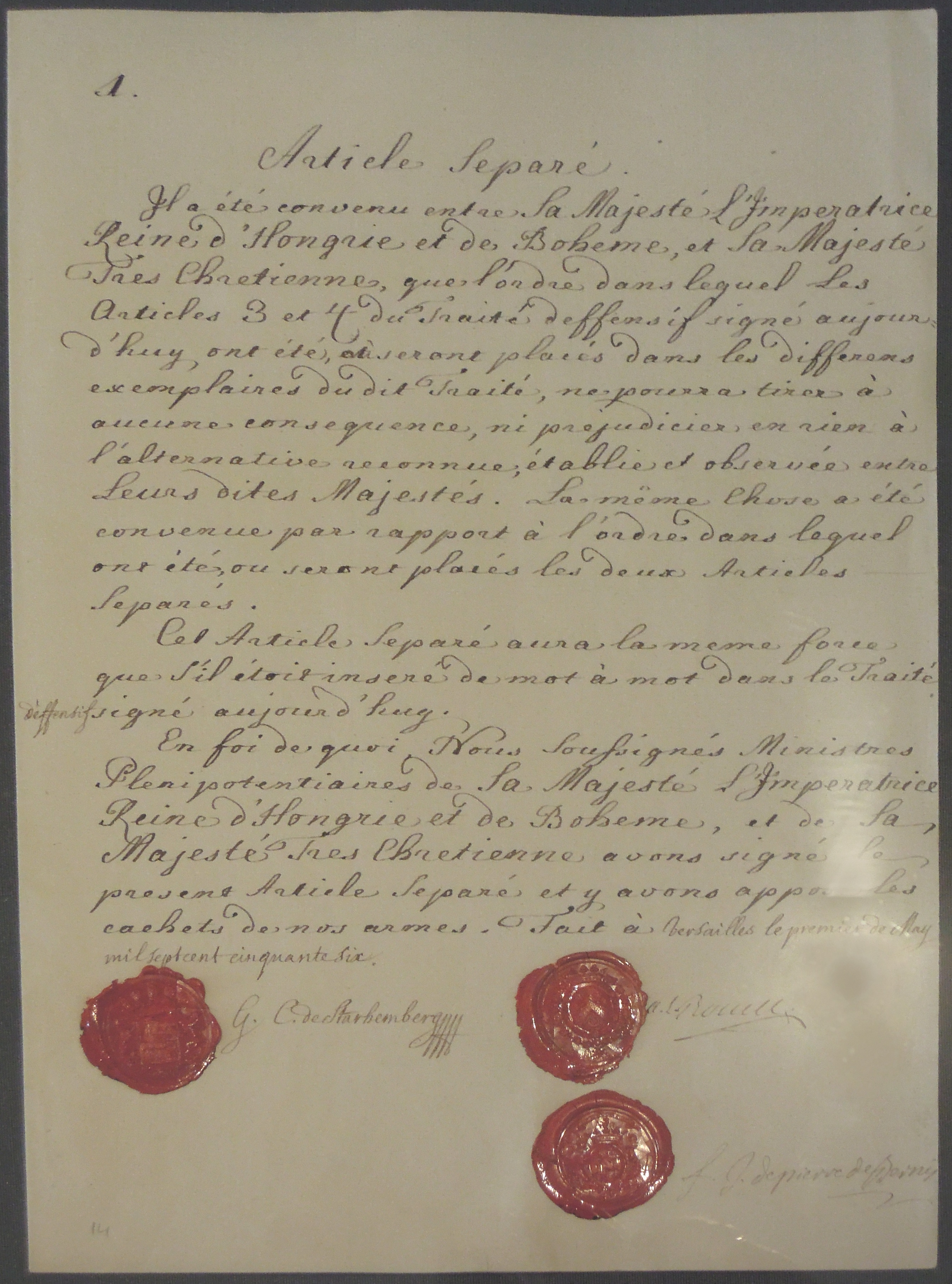
Erster Separatartikel (Unterhändlerurkunde, Haus-, Hof- und Staatsarchiv Wien)

Obwohl der Vertrag in Jouy-en-Josas – einer Besitzung des Außenministers Rouillé – unterzeichnet wurde, wurde im Vertragstext Versailles als Unterzeichnungsort vermerkt. Der sogenannte erste Vertrag von Versailles besteht im eigentlichen Sinne aus zwei separaten Dokumenten: einer Neutralitätskonvention zwischen Kaiserin Maria Theresia und König Ludwig XV. und einem Defensivbündnis („Traité d’amitié & d’union purement défensif“).
Das Defensivbündnis umfasst eine Präambel, neun Artikel, zwei Separatartikel und fünf geheime Separatartikel. Es beinhaltet eine gegenseitige Truppenhilfe für sich anbahnende Waffengänge in Europa – gemeint war Preußen –, ausgenommen französisch-britische Kriege. Jede Seite wollte der anderen mit mindestens 24.000 Mann im Angriffsfalle beistehen. Artikel II schrieb für das Alte Reich den status quo fest und richtete sich gegen die Bedrohung der Reichsverfassung durch Preußen. Er lässt sich nach den Ergebnissen von Sven Externbrink auf die Zielsetzungen der französischen Reichspolitik zurückführen, die Ängste vor einem gegen Protestanten gerichteten, konfessionellen Bündnis beschwichtigen wollte. Die Separatartikel I und II beschäftigen sich ausschließlich mit Präzedenzfragen, die sich aus der Art der Abfassung des Vertrags ergeben. Der geheime Separatartikel I ist hingegen politisch besonders schwerwiegend, denn er legt die Auslösung des Bündnisfalls auch für einen Angriff durch einen britischen Verbündeten fest.
Von den 16 Artikeln des Vertragswerks sind die Klauseln zur militärischen Bündnishilfe besonders ausführlich formuliert. Die detaillierten Vereinbarungen sollten Missverständnissen und Unsicherheiten in der Auslegung vorbeugen und sind ein spezifisches Merkmal der französisch-österreichischen Bündnisverträge 1756–1759, welche bis zu 32 Artikel umfassen. Der Vertrag beinhaltet nicht zuletzt die Ausrufung eines universellen Bündnisfalles, daher die Willensbekundung, ein längerfristiges, festes Bündnis einzugehen. Die in den Artikeln III und IV betonte Gültigkeit des Vertrags für die Nachfolger und Erben beider Monarchen sollte den im 18. Jahrhundert häufigen Vertragsbrüchen bei Herrscherwechseln vorbeugen.

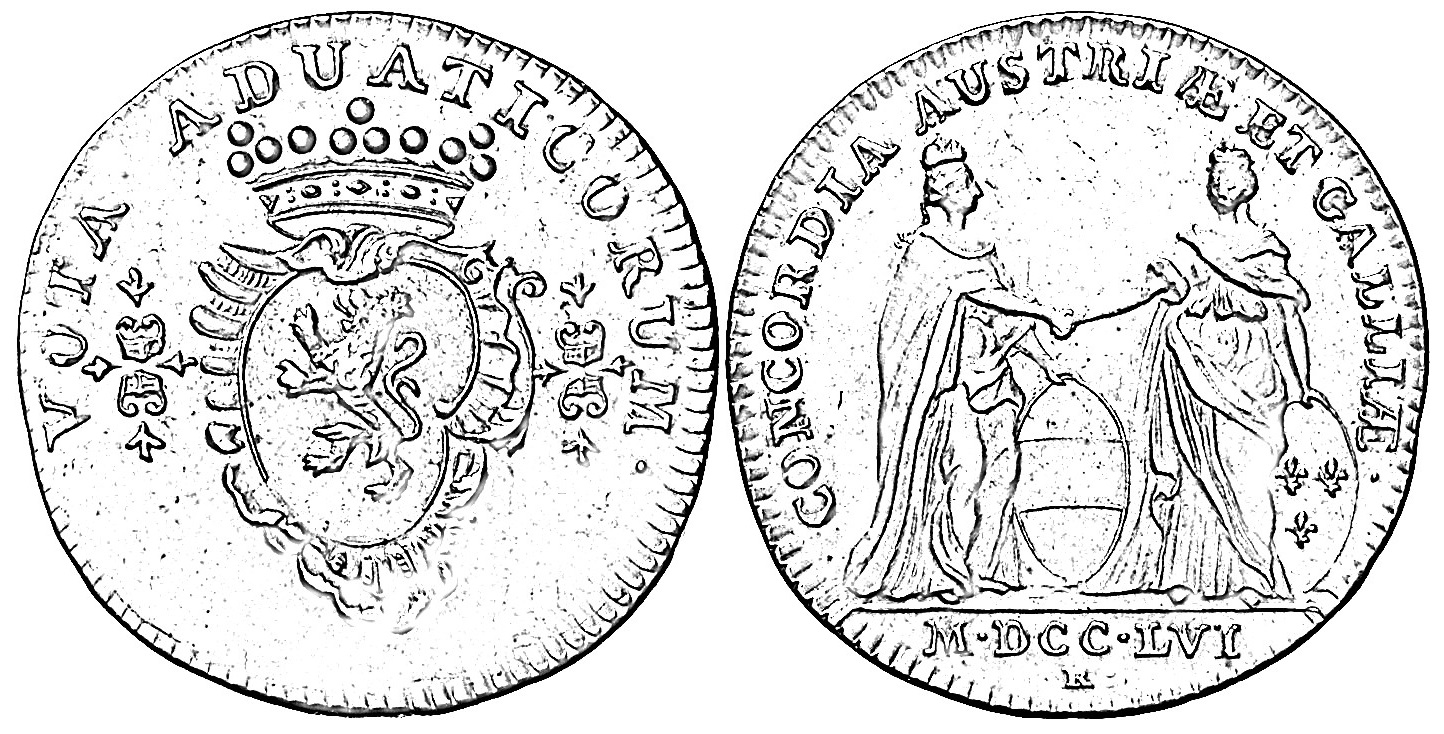
Umrisszeichnung eines Kupferjetons der französischen Medailleursfamilie Roettiers auf den Vertragsschluss. Umschrift: „CONCORDIA AUSTRIÆ ET GALLIÆ MDCCLVI“.

Die Bestimmungen des ersten Versailler Vertrags wurden 1757 erweitert und in einen am Jahrestag geschlossenen Offensivvertrag umgewandelt.
| Artikel des Defensivbündnisses | Inhalt |
| ------------------------------ | --- |
| Art. I                         | Bekundung der freundschaftlichen Absichten beider Vertragsparteien |
| Art. II                        | Bekräftigung der Gültigkeit des Westfälischen Friedens von 1648 und aller seither geschlossenen Friedens- und Bündnisverträge, insbesondere der am selben Tag geschlossenen Neutralitätskonvention |
| Art. III                       | Zusicherung der militärischen Unterstützung Maria Theresias für den König von Frankreich sowie seine Nachfolger und Erben im Falle eines Angriffs auf dessen europäische Besitzungen gegen alle Mächte mit Ausnahme von England |
| Art. IV                        | Zusicherung der militärischen Unterstützung Ludwigs XV. für die Kaiserin-Königin und ihre Nachfolger und Erben (gemäß der Pragmatischen Sanktion) im Falle eines Angriffs auf deren europäische Besitzungen |
| Art. V                         | Bekräftigung der politischen Zusammenarbeit |
| Art. VI                        | Die Vertragspartner stehen sich im Verteidigungsfall mit jeweils 24.000 Soldaten bei, mit Ausnahme des Krieges in Amerika zwischen Frankreich und England (Bekräftigung von Art. III). |
| Art. VII                       | Das im vorigen Artikel genannte Truppenkorps soll aus 18.000 Infanteristen und 6.000 Reitern bestehen und muss spätestens sechs Wochen beziehungsweise zwei Monate nach einer feindlichen Invasion den Marsch aufnehmen. Des Weiteren regelt der Artikel Fragen der Finanzierung der Truppe. Auf Wunsch des Angegriffenen kann anstelle der Truppenhilfe eine entsprechende Geldleistung gefordert werden. |
| Art. VIII                      | Die Vertragspartner behalten sich vor, andere Mächte in das Vertragswerk aufzunehmen. |
| Art. IX                        | Der Vertrag soll von den Herrschern binnen sechs Wochen ratifiziert werden. |
| Separatart. I                  | Die Abfolge der Art. III und IV – Maria Theresia wird vor Ludwig XV. genannt – ist nicht als Präzedenzfall für den Vorrang einer der beiden Majestäten zu verstehen. |
| Separatart. II                 | Die Abfassung der Neutralitätskonvention und des Bündnisvertrages in französischer Sprache ist in Zukunft nicht als Exempel für den Vorrang der französischen Seite zu verstehen. |
| Geheime Separatartikel         | Inhalt |
| Geh. Separatart. I             | Maria Theresia und Ludwig XV. stehen sich gegenseitig auch gegen Angriffe von britischen Auxiliarmächten bei. |
| Geh. Separatart. II            | Ausführung der Absichten hinter Art. VIII: In näherer Zukunft sollen der Kaiser des Heiligen Römischen Reiches als Großherzog der Toskana und der König von Neapel und Sizilien sowie gegebenenfalls später weitere Mächte in das Vertragswerk einbezogen werden. |
| Geh. Separatart. III           | Beide Parteien bekunden ihren Willen, strittige politische und territoriale Fragen beizulegen, insbesondere bezüglich Italiens. |
| Geh. Separatart. IV            | Beide Parteien verpflichten sich für die Dauer des derzeitigen Krieges zwischen England und Frankreich in Amerika, ohne Wissen und Beteiligung des Vertragspartners keine neuen Verpflichtungen gegenüber anderen Mächten einzugehen. |
| Geh. Separatart. V             | Die vier geheimen Separatartikel sollen binnen sechs Wochen ratifiziert werden, wie in Art. IX des Defensivbündnisses vorgesehen. |

## Rolle der königlichen Mätresse Madame de Pompadour

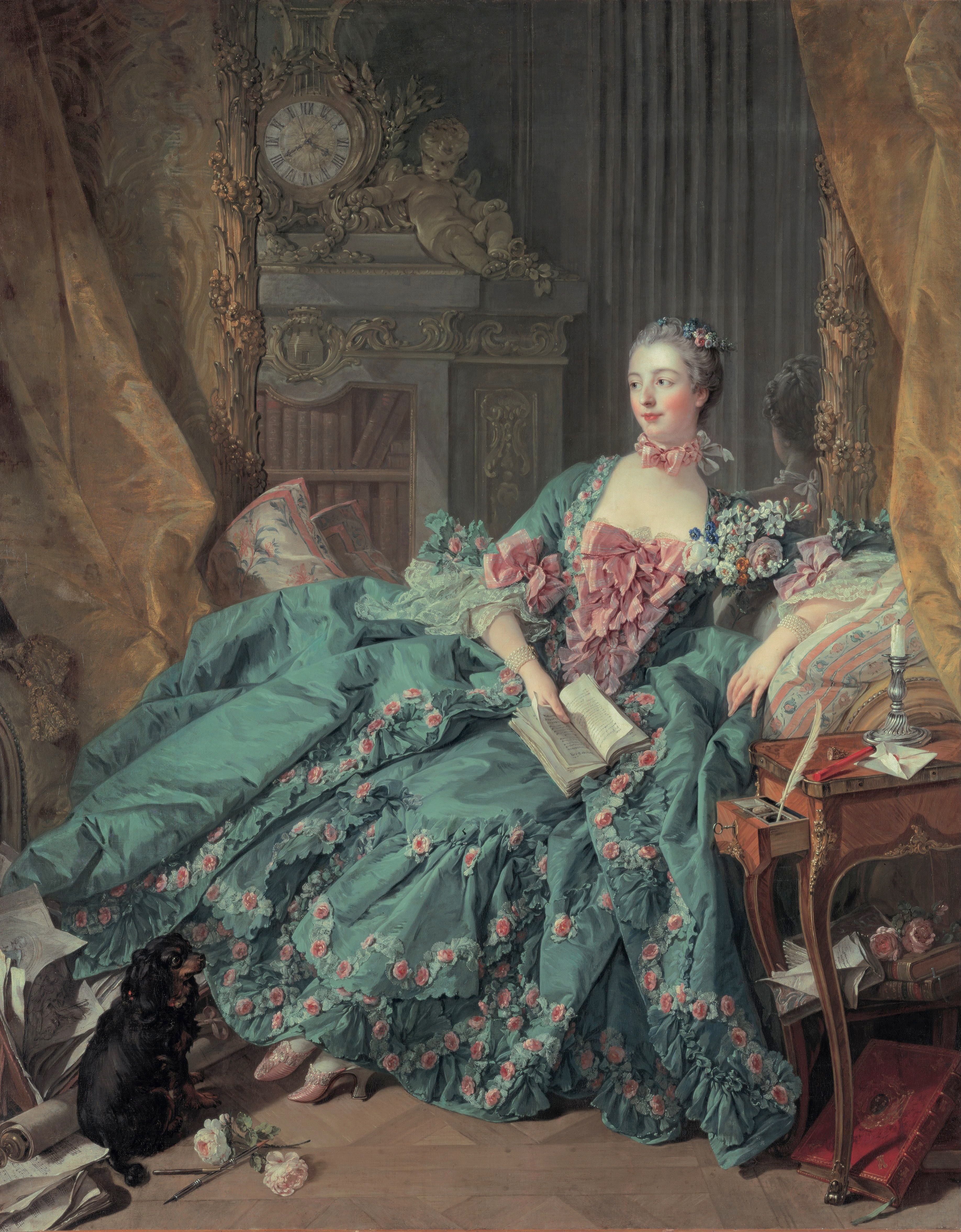
François Boucher (1703–1770): Bildnis der Marquise de Pompadour (1756), Öl auf Leinwand, 201 × 157 cm, Alte Pinakothek. Das Gemälde wird von der Kunsthistorikerin Andrea Weisbrod als Inszenierung des umfassenden Einflusses der Mätresse am Hof im Kontext der Versailler Verträge 1756/57 gedeutet.

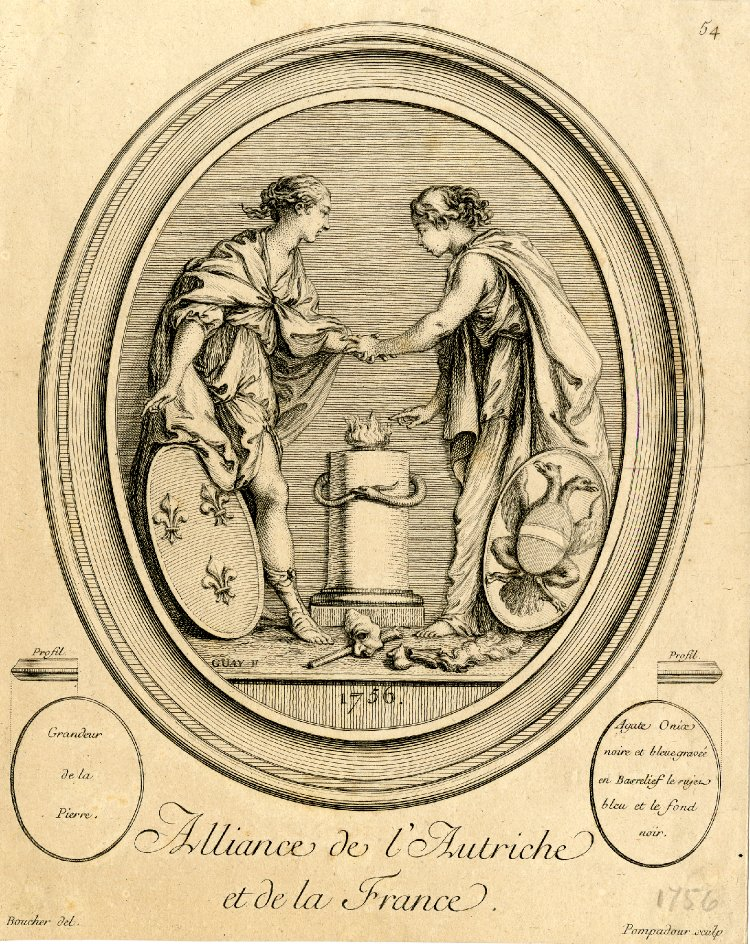
Kupferstich nach einer Gemme von Jacques Guay, graviert von Madame de Pompadour

Die Annäherung zwischen Frankreich und Österreich wurde von Österreichs Staatskanzler Wenzel Anton Graf von Kaunitz über König Ludwigs XV. Mätresse Madame de Pompadour in die Wege geleitet, da auf französischer Seite die herkömmlichen Ansprechpartner für Verhandlungen, Außenminister Rouillé und Kriegsminister d’Argenson, als Anhänger des alten politischen Systems (d. h. des Bündnisses mit Preußen) galten. Madame de Pompadour hatte intensiven Anteil am Fortgang der Verhandlungen, wobei das Zustandekommen des Vertrags nach Ansicht der neueren Forschung letztlich auf der persönlichen Entscheidung Ludwigs XV. beruhte. Für die Verhandlungsführung wählte der König den jungen und von seiner Mätresse protegierten Abbé de Bernis, für den nach der Ansicht des Historikers Eckhard Buddruss vermutlich sprach, dass er bündnispolitisch weniger konservativ als etablierte französische Diplomaten gewesen sei. Die Rolle Madame de Pompadours, insbesondere ihr Einfluss auf den angeblich schwachen Monarchen Ludwig XV., ist hingegen auf Basis der zeitgenössischen Memoirenliteratur in der älteren Forschung stellenweise überschätzt und unter misogynen Vorzeichen lange Zeit sehr negativ beurteilt worden. Eine 1756 entstandene Zeichnung im privaten Karikaturenbuch des für den Versailler Hof tätigen Künstlers Charles-Germain de Saint-Aubin (1721–1786) verbildlicht den Vertragsschluss in Form eines angedeuteten Kusses von Starhemberg und der Mätresse, die als gesellschaftliche Aufsteigerin einer Leiter bedarf, um überhaupt auf eine Ebene mit dem österreichischen Gesandten zu gelangen. Mit Beginn der Geheimverhandlungen wird die Mätresse in den diplomatischen Berichten Starhembergs nicht mehr erwähnt und es ist unklar, ob sie an ihnen teilnahm. Obwohl ein direkter Einfluss auf die inhaltliche Gestaltung des Vertrags nicht nachweisbar ist, zeigte allein schon die Übernahme der Mittlerrolle die gefestigte Stellung Madame de Pompadours am Versailler Hof. Entsprechend wird ein in ihrem Auftrag von François Boucher 1756 angefertigtes Porträt, welches in der Salonausstellung des Louvre 1757 der Öffentlichkeit präsentiert wurde, insbesondere als Dokumentation und Inszenierung ihrer Machtposition in Folge des erfolgreichen Abschlusses des ersten Vertrags von Versailles aufgefasst.

## Folgen und Rezeption

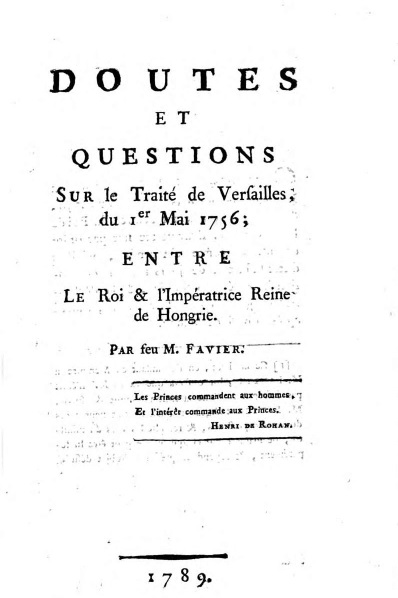
Titelblatt der 1789 erschienenen Neuauflage der Denkschrift Zweifel und Fragen zum Vertrag von Versailles vom 1. Mai 1756 […] von Jean-Louis Favier

Die Nachricht vom Vertragsschluss verbreitete sich schnell in Europa. Der Hofadelige Charles-Philippe d’Albert, Duc de Luynes (1695–1758) notierte bereits am 5. Mai 1756 in seinem Journal, dass der Vertrag in allen ausländischen Zeitungen erörtert werde und man seine Existenz in Versailles notgedrungen habe zugeben müssen. Die französischen Auslandsvertreter wurden erst am 31. Mai 1756 amtlich informiert. Den kursächsischen Gesandten in Versailles und Wien sowie dem ersten Minister Graf Brühl wurde Anfang Juni 1756 die Information übermittelt. Die römische Kurie wusste seit dem 21. Februar 1756 von den laufenden österreichisch-französischen Geheimverhandlungen, allerdings lässt sich nur vermuten, wie genau diese Information ihren Weg nach Rom fand. Die päpstlichen Gesandten – die Nuntien in Wien und Paris – erfuhren jedenfalls erst später davon und waren zum Teil bis zum Vertragsschluss im Mai nicht in der Lage, die vorliegenden Informationen richtig zu bewerten. Das Bündnis der beiden katholischen Großmächte Europas wurde in Rom begrüßt, da es den konfessionspolitischen Interessen der Kurie entsprach. Das Bekanntwerden des Vertragstextes war in dieser Hinsicht jedoch enttäuschend: konfessionelle Belange spielen in den einzelnen Artikeln keine Rolle. Zudem wurden die religionspolitischen Bestimmungen des in Artikel II bekräftigten Westfälischen Friedens von Seiten des Papsttums nicht anerkannt.
Die Beurteilung des ersten Vertrags von Versailles fiel zeitgenössisch weitaus differenzierter aus, als nach der für die Reputation der Bourbonen katastrophalen Niederlage von Roßbach 1757 und dem endgültigen Verlust des Großteils des französischen Kolonialreiches in Nordamerika 1763. In Selbstzeugnissen vom Versailler Hof finden sich kurzzeitig optimistische Zukunftsprognosen, von der Bannung der akuten Kriegsgefahr auf dem Kontinent bis hin zur Aussicht auf einen immerwährenden Frieden angesichts des Einvernehmens zwischen den beiden mächtigsten Dynastien Europas.
Stattdessen bestärkte die durch das französisch-österreichische Defensivbündnis bedingte Isolation Preußens in Kontinentaleuropa König Friedrich II., mit einiger Verzögerung, in seinem Entschluss, den vermeintlich unabwendbaren kriegerischen Konflikt mit einem als Präventivschlag geplanten Überfall auf das Kurfürstentum Sachsen zu eröffnen. Hierfür war jedoch vor allem auch die politische Annäherung zwischen Österreich und Russland in den Folgemonaten ursächlich. Mit Preußens Überfall auf Sachsen trat überraschenderweise der Bündnisfall für die Häuser Bourbon und Habsburg ein: Frankreich wurde in einen Krieg auf dem Boden des Heiligen Römischen Reiches verwickelt, was nach dem Bekunden des Außenministers Rouillé den außenpolitischen Interessen des Königreiches zuwiderlief. Angesichts der engen Familienbande zwischen den Bourbonen und den in Kursachsen herrschenden Albertinern sowie des preußischen Völkerrechtsbruchs wurde in Versailles eine militärische Reaktion Ludwigs XV. jedoch als unbedingt erforderlich angesehen.
Der erste Vertrag von Versailles ist als Wendepunkt der Umkehrung der Allianzen anzusehen, hatte jedoch noch viel weiter reichende Folgen. Die Annäherung an Österreich wurde in Frankreich von einem großen Teil der politischen Öffentlichkeit abgelehnt. Die schwere Niederlage im Siebenjährigen Krieg und der machtpolitische Abstieg Frankreichs in den Folgejahren galten als Resultat dieses Prozesses. Der erste Vertrag von Versailles 1756 wurde besonders für die habsburgische Königin Marie-Antoinette zur schweren Hypothek, da sie als Verkörperung des Bündnisses betrachtet wurde und ihr deswegen offener Hass entgegen schlug. Während der französischen Revolution kam die Forderung nach der Beendigung der Allianz mit Österreich und der Wiedergewinnung Preußens als „natürlicher“ Bündnispartner auf. Meinungsbildend waren bis zur Revolution vor allem die Werke Jean-Louis Faviers (1711–1784), dessen erste diesbezügliche Denkschrift Doutes et questions sur le traité de Versailles du 1. Mai 1756; entre le roi et l’impératrice Reine de Hongrie (‚Zweifel und Fragen zum Vertrag von Versailles vom 1. Mai 1756; zwischen dem König und der Kaiserin, der Königin von Ungarn‘) bereits im August 1756 vorlag.
Im Mai 2006 wurde in Wien anlässlich des 250. Jahrestages des ersten Vertrags von Versailles eine österreichisch-französische Tagung abgehalten.

## Vertragstext
- Clive Parry: The Consolidated Treaty Series. 231 Bände, New York 1969–1981, hier: Band 40 (1969), S. 333–349.